# Never Let Me Down Again
"Never Let Me Down Again" é uma canção da banda inglesa de música eletrônica Depeche Mode. A faixa foi lançada em 24 de agosto de 1987 como o segundo single de seu sexto álbum de estúdio Music for the Masses. O clipe oficial, dirigido por Anton Corbijn, foi lançado na mesma data. A faixa teve sucesso moderado no Reino Unido, atingindo a posição de número 22 nas tabelas musicais do país. Contudo, em outras partes da Europa, a banda conseguiu grande sucesso com a canção, atingindo picos como de número 2 na Alemanha Ocidental, ou o top 10 de vários países como Suécia e Suíça.